# La Décolonisation
La Décolonisation est le troisième album de la série de bande dessinée Petite Histoire des colonies françaises de Grégory Jarry et Otto T., publié en 2009.

## Description

### Synopsis
Dans ce troisième tome, Grégory Jarry et Otto T. nous racontent l'histoire de la décolonisation de l'Afrique, de l'Asie, de l'Océanie et du Moyen-Orient. Si cet album raconte différents faits marquants du XXe siècle tels que la Guerre d'Indochine et la Guerre d'Algérie, il insiste également sur des guerres de décolonisation moins connues : la guerre du Rif au Maroc, la guerre du Kongo Wara en Centrafrique ou le massacre des Bamilékés au Cameroun.
Ce tome traverse l'Histoire de France depuis la Première Guerre mondiale en 1914 à l'indépendance de Djibouti en 1977.

### Personnages
Comme dans L'Amérique française et L'Empire, c'est un Charles de Gaulle gros et barbu qui raconte l'histoire. Cependant, à la fin de l'album, un François Mitterrand tout aussi gros et barbu fait son apparition. Différents personnages historiques traversent cet album : Guillaume II d'Allemagne, Hô Chi Minh, Raoul Salan, Jacques Massu, Maurice Papon, Mohammed V du Maroc, Habib Bourguiba, Guy Mollet, Léopold Sédar Senghor.

## Analyse
L'histoire de la décolonisation au XXe siècle est racontée sur un ton critique et très empreint d'ironie.